# Vladislav Metodiev
Vladislav Metodiev –en búlgaro, Владислав Методиев– (Kiustendil, 14 de abril de 1980) es un deportista búlgaro que compite en lucha grecorromana. Ganó una medalla de plata en el Campeonato Europeo de Lucha de 2013, en la categoría de 96 kg.

## Palmarés internacional
| Campeonato Europeo | Campeonato Europeo | Campeonato Europeo | Campeonato Europeo |
| Año                | Lugar              | Medalla            | Categoría          |
| ------------------ | ------------------ | ------------------ | ------------------ |
| 2013               | Tiflis (Georgia)   | Medalla de plata   | 96 kg              |